# فوكسيلوتور
فوكسيلوتور هو دواء يستعمل في علاج داء الخلايا المنجلية، حيث إنه منظم لألفة الهيموغلوبين للأوكسجين.
وقد صنفته إدارة الغذاء والدواء بأنه دواء أول في فئته، ومنحت الموافقة على استعماله في 2019.